# Greg Lopez
Gregorio Beltran Lopez, detto Greg (Dallas, 7 giugno 1964), è un politico statunitense, membro della Camera dei Rappresentanti per lo stato del Colorado dal 2024 al 2025.

## Biografia

### Primi anni e vita privata
Nato a Dallas in una famiglia di origini messicane, dopo il diploma Lopez si arruolò nell'Air Force nel 1983 e utilizzò i benefit destinati ai militari per pagarsi gli studi in amministrazione aziendale. Prestò servizio presso la Holloman Air Force Base e lasciò il servizio attivo dopo quattro anni, a causa di una significativa perdita dell'udito all'orecchio destro dovuta al lavoro in aeroporto. Insieme alla moglie Lisa, si trasferì dal Texas al Colorado nel 1987. Lavorò come ristoratore e imprenditore.

### Carriera politica
Nel 1992, all'età di ventisette anni, venne eletto sindaco di Parker come membro del Partito Democratico, salvo cambiare schieramento e passare al Partito Repubblicano nel 1994. Lopez svolse due mandati completi come primo cittadino.
Nel 2000 si candidò infruttuosamente per un seggio all'interno del Senato del Colorado.
Nel 2008, l'allora Presidente Barack Obama lo nominò a capo della sede del Colorado della Small Business Administration, ruolo che rivestì fino al 2014. Rispetto a tale periodo, nel 2020 gli venne mossa una causa civile da parte del Dipartimento di giustizia in merito ad un'e-mail e due telefonate in cui, dopo aver lasciato l'incarico, aveva chiesto un "favore" ad un ex collega. Lopez accettò di pagare 15.000 dollari per chiudere il caso.
Nel 2016 si candidò al Senato per il seggio detenuto da Michael Bennet, ma si ritirò prima dello svolgimento delle primarie. Due anni più tardi, presentò la propria candidatura per il posto di governatore del Colorado, ma si piazzò solo terzo nelle primarie repubblicane.
Nel 2022 tentò nuovamente di farsi eleggere governatore; durante la campagna elettorale affermò di voler vietare l'aborto, negò le responsabilità umane sul cambiamento climatico e sostenne che le elezioni presidenziali del 2020 fossero state truccate a danno di Donald Trump. Lopez perse le primarie a favore dell'avversaria Heidi Ganahl con un margine di differenza di sette punti percentuali.

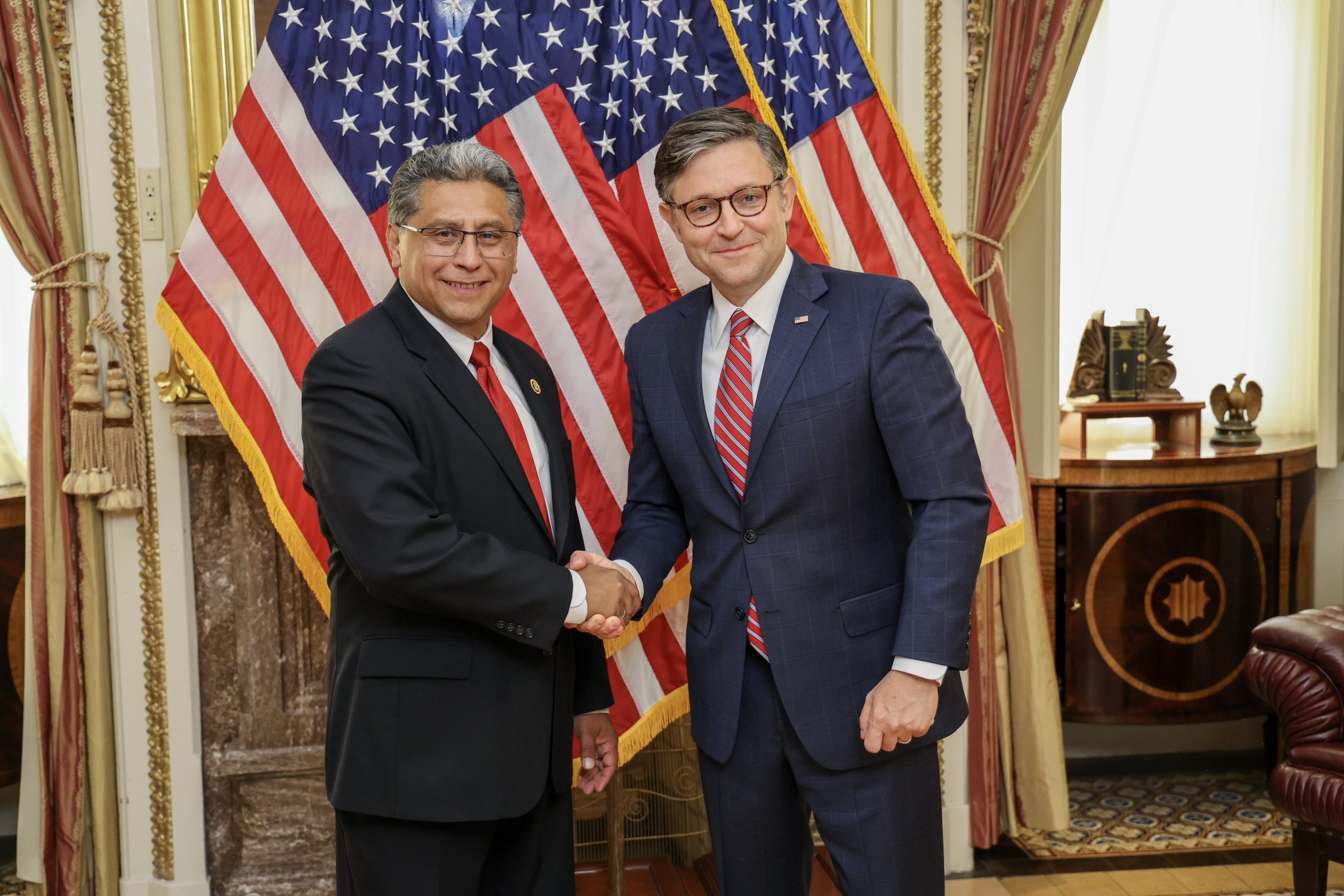
Greg Lopez con Mike Johnson

Nel 2024 si candidò per un'elezione speciale alla Camera dei Rappresentanti, indetta per riassegnare il seggio del deputato dimissionario Ken Buck. Lopez ottenne la nomination repubblicana tramite il voto di un comitato, presentandosi come deputato provvisorio e non candidandosi per le successive elezioni parlamentari di novembre. Sconfisse l'avversaria democratica con un vantaggio di ventiquattro punti percentuali e approdò così al Congresso, impegnandosi pubblicamente a non mancare nessuna votazione durante i sei mesi di mandato.

### Problemi giudiziari
Nel 1993, venne accusato di violenza domestica dalla moglie Lisa, che chiamò la polizia riferendo di essere stata spinta per terra, presa a calci e afferrata per i capelli. Nonostante l'accaduto, la coppia restò sposata e, anni dopo, la signora Lopez dichiarò di considerarsi una vittima della stampa piuttosto che di suo marito.
Nel 2003, Lopez fu accusato di guida in stato di ebbrezza, pagando una multa di 10.000 dollari.
Nel 2022, intervistato in merito ai suoi problemi con la giustizia, Lopez dichiarò: "C'è stato solo un uomo perfetto che abbia mai camminato su questa terra e lo abbiamo inchiodato alla croce, io non sono un uomo perfetto. Ho commesso i miei errori. Ma ho imparato da loro".